# Gótština
Gótština (gutisko razda, 𐌲𐌿𐍄𐌰𐍂𐌰𐌶𐌳𐌰) je vymřelý germánský jazyk, který používali Gótové, zejména Tervingové. První zmínky o něm přináší Codex Argenteus (6. století), kopie překladu Bible ze 4. století. Zároveň se jedná o jediný dochovaný východogermánský jazyk. Ostatní východogermánské jazyky, burgundština a vandalština, se nám dochovaly pouze ve formě několika názvů a jmen.
Gótština patří do skupiny germánských jazyků a je tedy částí indoevropské jazykové rodiny. V 6. století docházelo k postupnému vytlačování jazyka, zřejmě důsledkem vojenských neúspěchů gótských kmenů a také útlaku ze strany Franků. Gótové nakonec úplně vymizeli z Itálie, jedné z tradičních bašt gótské kultury. Zde byla gótština tvrdě asimilována latinou užívanou římskokatolickými obyvateli. Navíc byly zdejší kmeny geograficky izolovány od zbytku etnika.
Jazyk poté přežíval zejména na Pyrenejském poloostrově, a to až do 8. století. Francký autor Walafrid Strabo uvádí, že existovaly gótsky hovořící skupiny také na dolním toku Dunaje, začátkem 9. století také na Krymu (krymská gótština – v několika izolovaných enklávách až do pozdního 18. století). Slova, podobná gótštině, která byla objevena po 9. století, pravděpodobně k této řeči nenáleží.

## Abeceda
Wulfilova gótština byla zapisována písmem, které si on sám upravil pravděpodobně z písma řeckého. Existují také vědecké kruhy, které původní gótské písmo odvozují od písma runového či latinky.
Tato abeceda ovšem nemá nic společného s gotickým písmem, které bylo užíváno k zápisu římské abecedy mezi 12. a 14. stoletím a které dále mutovalo do německé fraktury.

## Morfologie

### Podstatná a přídavná jména
Gótština zachovává mnoho archaických indoevropských rysů, které se vždy nenacházejí v moderních germánských jazycích, především bohatý systém skloňování. Gótština používala 4 pády - nominativ, akuzativ, genitiv, dativ a pozůstatky vokativu, který byl někdy identický s akuzativem a někdy s nominativem. Používány byly všechny 3 jmenné rody, včetně středního. Podstatná a přídavná jména byla skloňována podle čísla jednotného a množného.
Jednou z nejnápadnějších vlastností germánských jazyků je rozdělení podstatných jmen na slabá a silná. Toto rozdělení je v gótštině obzvlášť důležité. Zatímco podstatné jméno může patřit v závislosti na konci kořene slova pouze do jedné třídy skloňování, některá přídavná jména mohou být skloňována buď silně nebo slabě v závislosti na jejich významu. Přídavné jméno se zvláštním významem a doprovázené deiktickým členem (jako je např. ukazovací zájmeno sa, þata nebo so, které slouží jako člen určitý), se skloňuje slabě. Přídavná jména použitá s neurčitým členem se skloňují silně.
Tento proces se nachází například v němčině a švédštině, kde se přídavná jména skloňují nejen podle rodu a čísla, ale také podle určité / neurčité formy:
|                  | Němčina           | Švédština        | Gótština         |
| ---------------- | ----------------- | ---------------- | ---------------- |
| slabé skloňování | der lange Mann    | den långe mannen | sa lagga manna   |
| silné skloňování | (ein) langer Mann | (en) lång man    | ains laggs manna |

Popisná přídavná jména v gótštině (a superlativa končící na -ist nebo -ost) a příčestí minulá mohou mít obě skloňování. Některá zájmena mohou mít pouze slabé skloňování, například: sama (česky „stejný“), přídavná jména jako unƕeila („stále“, z kořenu ƕeila, česky „čas“; můžeme srovnat s anglickým „while“), srovnávací přídavná jména a přítomná příčestí. Jiné, jako například áins ( „něco“) se skloňují silně.
Tabulka pod tímto textem ukazuje skloňování gótského přídavného jména blind (česky „slepý“) se slabým (guma - „muž“) a silným podstatným jménem (dags - „den“):
| Pád            | Slabé skloňování | Slabé skloňování | Slabé skloňování | Slabé skloňování | Slabé skloňování | Silné skloňování | Silné skloňování | Silné skloňování | Silné skloňování | Silné skloňování |
| Jednotné číslo | Podst. jméno     | Příd. jméno      | Příd. jméno      | Příd. jméno      | Příd. jméno      | Podst. jméno     | Příd. jmeno      | Příd. jmeno      | Příd. jmeno      | Příd. jmeno      |
| Jednotné číslo | Podst. jméno     | kořen            | M.               | S.               | Ž.               | Podst. jméno     | kořen            | M.               | S.               | Ž.               |
| -------------- | ---------------- | ---------------- | ---------------- | ---------------- | ---------------- | ---------------- | ---------------- | ---------------- | ---------------- | ---------------- |
| Nominativ      | guma             | blind-           | -a               | -o               | -o               | dags             | blind-           | -s               | -ø               | -a               |
| Akuzativ       | guman            | blind-           | -an              | -o               | -on              | dag              | blind-           | -ana             | -ø               | -a               |
| Genitiv        | gumins           | blind-           | -ins             | -ins             | -ons             | dagis            | blind-           | -is              | -is              | -áizos           |
| Dativ          | gumin            | blind-           | -in              | -in              | -on              | daga             | blind-           | -amma            | -amma            | ái               |
| Množné číslo   |                  |                  |                  |                  |                  |                  |                  |                  |                  |                  |
| Nominativ      | gumans           | blind-           | -ans             | -ona             | -ons             | dagos            | blind-           | -ái              | -a               | -os              |
| Akuzativ       | gumans           | blind-           | -ans             | -ona             | -ons             | dagans           | blind-           | -ans             | -a               | -os              |
| Genitiv        | gumane           | blind-           | -ane             | -ane             | -ono             | dage             | blind-           | -áize            | -áize            | -áizo            |
| Dativ          | gumam            | blind-           | -am              | -am              | -om              | dagam            | blind-           | -áim             | -áim             | -áim             |

Tato tabulka samozřejmě není vyčerpávající, jsou zde druhotná skloňování, zejména pro silná jména středního rodu v jednotném čísle a nepravidelná podstatná jména v jiných kontextech, které zde nejsou popsány.

### Zájmena
Gótština v plné míře zdědila sadu indoevropských zájmen: osobní zájmena (včetně zvratných zájmen pro všechny tři mluvnické osoby), přivlastňovací zájmena, jak jednoduchá a složená ukazovací zájmena, vztažná zájmena, tázací zájmena a zájmena neurčitá.
Každý sleduje konkrétní vzor časování (částečně se zde odráží skloňování jmen), podobně jako jiné indoevropské jazyky. Jednou z obzvlášť pozoruhodných vlastnosti je zachování dvojného čísla, odkazující na dvě osoby nebo věci, zatímco množné číslo bylo používáno pouze na množství větší než dva. Zatímco v praindoevropském jazyce se duál používá pro všechny gramatické kategorie, které mají číslo (tak jak je to v klasické řečtině či v sanskrtu), ve starých germánských jazycích, včetně gótštiny byl používán jen v zájmenech.
Jednoduché ukazovací zájmeno sa (střední rod: þata, ženský rod: so, z indoevropského kořene *so, *seh2, *tod; příbuzný řeckému členu ὁ, ἡ, τό a latinskému istud) lze použít jako člen, umožňující konstrukci typu určitý člen + slabé přídavné jméno + podstatné jméno.
Tázací zájmena začínala na ƕ-, která je odvozena z praindoevropské souhlásky *kw, které se nacházelo na začátku všech interogativ v praindoevropštině. To je obdoba anglického wh-, nacházející se na začátku mnoha interogativ, která jsou v některých dialektech angličtiny vyslovována s [ʍ], tedy jako v gótštině.
Stejnou etymologii lze nalézt i v dalších indoevropských jazycích: w- [v] v němčině, hv- v dánštině, latinské qu- (které přetrvává v dnešních románských jazycích), řecké τ nebo π, či k- v sanskrtu.

### Číslovky
| Gótsky          | Česky |
| ains = 𐌰𐌹𐌽𐍃     | jedna |
| twai = 𐍄𐍅𐌰𐌹     | dvě   |
| þreis = 𐌸𐍂𐌴𐌹𐍃   | tři   |
| fidwor = 𐍆𐌹𐌳𐍅𐍉𐍂 | čtyři |
| fimf = 𐍆𐌹𐌼𐍆     | pět   |
| saíhs = 𐍃𐌰𐌹𐌷𐍃   | šest  |
| sibun = 𐍃𐌹𐌱𐌿𐌽   | sedm  |
| ahtau = 𐌰𐌷𐍄𐌰𐌿   | osm   |
| niun = 𐌽𐌹𐌿𐌽     | devět |
| taíhun = 𐍄𐌰𐌹𐌷𐌿𐌽 | deset |

## Syntax
Gotský text z historických pramenů je podobný řeckému pravopisu včetně
paratexe, hypotaxe, tzn. vztahy mezi větami a souvětími.

## Vzorový text
In jainaim þan dagam aftra at filu managai managein
wisandein jah ni habandan hva matidedeina, athaitands
siponjans qaþuh du im: infeinoda du þizai managein, unte
ju dagans þrins miþ mis wesun jah ni haband hva matjaina;
Otčenáš v gótštině:
Atta unsar, þu in himinam, weihnai namo þein. Qimai þiudinassus þeins. Waírþai wilja þeins, swe in himina jah ana aírþai.
Hlaif unsarana þana sinteinan gif uns himma daga. Jah aflet uns þatei skulans sijaima, swaswe jah weis afletam þaim skulam unsaraim. Jah ni briggais uns in fraistubnjai, ak lausei uns af þamma ubilin.
Unte þeina ist þiudangardi jah mahts jah wulþus in aiwins.

### Všeobecná deklarace lidských práv
| gótsky        | 𐌰𐌻𐌻𐌰𐌹 𐌼𐌰𐌽𐌽𐌰 𐍆𐍂𐌴𐌹𐌷𐌰𐌻𐍃 𐌾𐌰𐌷 𐍃𐌰𐌼𐌰𐌻𐌴𐌹𐌺𐍉 𐌹𐌽 𐍅𐌰𐌹𐍂𐌸𐌹𐌳𐌰𐌹 𐌾𐌰𐌷 𐍂𐌰𐌹𐌷𐍄𐌴𐌹𐍃 𐍅𐌰𐌿𐍂𐌸𐌰𐌽𐍃. 𐍆𐍂𐌰𐌸𐌴𐌹 𐌾𐌰𐌷 𐌼𐌹𐌸𐍅𐌹𐍃𐍃𐌴𐌹 𐌲𐌹𐌱𐌽𐌰𐌽𐍃 𐌾𐌰𐌷 𐌻𐌹𐌱𐌰𐌽𐌳𐌰𐌿 𐍃𐍅𐌴 𐌱𐍂𐍉𐌸𐍂𐌾𐌿𐍃.             |
| transliterace | Allái manna freihals jah samaleikō in waírþidái jah raíhteis waúrþans. Fraþei jah miþwissei gibnans jah libandau swē broþrjus.             |
| česky         | Všichni lidé se rodí svobodní a sobě rovní co do důstojnosti a práv. Jsou nadáni rozumem a svědomím a mají spolu jednat v duchu bratrství. |